# 대인 공포증
사회공포증 또는 대인 공포증(對人恐怖症, social phobia, social anxiety disorder, SAD 또는 anthropophobia, anthrophobia)은 낯선 사람과 이야기하거나, 마주치는 걸 무서워하는 증상이다.

## 같이 보기
- 회피성 인격장애